# Hans Baldung
Hans Baldung Grien ali Grün, nemški slikar, grafik, * 1484, † september 1545.
Baldung je bil nemški umetnik v slikarstvu in grafiki, najbolj nadarjen učenec Albrechta Dürerja. Razvil je prepoznaven slog, poln barv, izražanja in domišljije. Bil je vsestransko nadarjen. Zapustil je ogromno del, portrete, lesoreze, oltarne slike, risbe, tapiserije, alegorije in mitološke motive.

## Zgodnje življenje
Hans Baldung se je leta 1484 rodil v svobodnem cesarskem mestu Schwäbisch Gmünd v Švabski v današnji Nemčiji v družini intelektualcev, akademikov in strokovnjakov. Njegov oče je bil odvetnik, njegov stric je bil zdravnik in še veliko drugih njegovih družinskih članov je imelo visoko izobrazbo. Baldung je bil prvi moški v družini, ki ni študiral na univerzi, a eden prvih nemških umetnikov iz akademske družine. Okrog leta 1500 se je začel izobraževati  pri umetnikih iz Strasbourga v Gornjem Porenju.

## Študent pri Dürerju
V začetku leta 1503 je bil Baldung vajenec pri najbolj znanem nemškem umetniku Albrechtu Dürerju. Tu je dobil vzdevek "Grien". To ime je povezano z njegovo ljubeznijo do zelene barve, saj je po navadi nosil zeleno obleko. Dobil ga je zato, da so ga ločili od drugih dveh vajencev Hansov, Hansa Schäufeleina in Hansa Suessa von Kulmbacha. Pozneje je vzdevek vključil v svoj monogram. Ugotovljeno pa je bilo tudi, da je vzdevek povezan z nemško besedo grienhals, ki pomeni čarovnica. Hansa sta takoj prevzela Dürerjev vpliv in slog. Postala sta dobra prijatelja. Iz Dürerjevega dnevnika je razvidno, da ga je leta 1521 vzel s seboj, ko je odpotoval na Nizozemsko in je celo prodajal Baldungove odtise. Ob Dürerjevi smrti je Baldung poslal koder svojih las, kar kaže njuno tesno prijateljstvo. Proti koncu svojega pripravništva je Grien nadziral izdelavo vitrajev, lesorezov in grafik in postal zelo naklonjen do njih.
Po obdobju v Nürnbergu je odšel v Halle in tam ustvarjal v stolnici.

## Strasbourg
Leta 1509, ko je Baldung končal vajeništvo, se je preselil nazaj v Strasbourg in postal tamkajšnji državljan. Postal je slaven meščan in je imel veliko naročil. Naslednje leto se je poročil z Margarethe Herlin, pridružil se je cehu "zur Steltz", odprl delavnico in začel podpisovati svoja dela z monogramom HGB, ki ga je uporabljal do konca svoje kariere. Njegov slog je postal tudi veliko bolj manirističen.

## Čarovništvo in verske podobe
Baldung se je v teh letih poleg s tradicionalnimi verskimi predmeti ukvarjal s posvetno temo bližnje smrti ter prizori čaranja in čarovništva. Bil je odgovoren za uvedbo nadnaravnih in erotičnih tem v nemško umetnost. Pogosto je upodabljal čarovnice, tudi lokalne zanimivosti: strasbourški humanisti so študirali čarovništvo in njihov škof je čarovnice preganjal. 
Njegove najznačilnejše slike so manj pomembne; vrsta zagonetnih, pogosto erotičnih alegorij in mitološka dela. Število njegovih religioznih del se je zmanjšalo s protestantsko reformacijo in zavračanjem malikovanja. Malo pred tem, približno ob istem času, ko je naredil Adama in Evo, se je začel zanimati za teme, povezane s smrtjo, nadnaravnim in čarovništvom. Človeška umrljivost za Baldunga ni bila nič nenavadnega. Njegova prevzetost nad čarovništvom je trajala do konca kariere.

## Delo

### Slike
Medtem ko je Dürer slikal svoje modele zelo podrobno, je Baldungov slog bolj osredotočen na značaj osebnosti, abstraktno pojmovanje uma modela. 
Baldung je delal tudi v Freiburgu, kjer je naredil verjetno svojo največjo mojstrovino. To je oltarna slika na enajstih ploščah za Freiburški minster, danes še vedno nedotaknjena, prikazuje pa prizore iz Marijinega življenja, tudi oznanjenje, obiskovanje, rojstvo, beg v Egipt, križanje, štiri svetnike in donatorje. Te upodobitve so njegovo največje delo z zelo slavnimi podobami Marije.
Zgodnje slike, ki so mu pripisane, so nekateri oltarni kosi z monogram H. B. in datumom 1496 v samostanski kapeli Lichtenthal blizu Baden-Badna. Zgodnje delo je tudi portret cesarja Maksimilijana I., naslikanega leta 1501 na list za knjigo skic, zdaj v Karlsruheju. Mučeništvo svetega Sebastijana in treh kraljev (1507, zdaj v Berlinu) je naslikal za trško cerkev v kraju Halle na Saškem.
Baldungove grafike, čeprav v Dürerjevem slogu, imajo posebne značilnosti. Kažejo malo neposrednega italijanskega vpliva. Njegove slike so manj pomembne od njegovih grafik. Delal je predvsem lesoreze, čeprav je naredil šest gravur, eno zelo fino. Pridružil se je modi lesorezov chiaroscúro (svetlo – temno), leta 1510 jih je toniral. Večina njegovih sto lesorezov so naročila za knjige, kot je bilo običajno v tistem času; njegovih drugih lesorezov je manj kot 100, čeprav natančnega števila ne poznamo.
Kot risar je nekonvencionalen zaradi svoje obravnave človeške oblike, ki je pogosto pretirana in ekscentrična (od tod tudi njegovo povezovanje v umetnostnozgodovinski literaturi z evropskim manierizmom), medtem ko je njegov okrasni slog obilen, eklektičen in podoben samozavestno "nemški" vrsti sodobnih kiparjev in prav tako izrazit. Čeprav Baldunga pogosto imenujejo Correggio severa, so njegove kompozicije radovedna mešanica očitnih in heterogenih barv, v kateri je čisto črna v nasprotju z bledo rumeno, umazano sivo, nečisto rdečo in žareče zeleno. Koža je samo glazura, pod katero so značilnosti označene s črtami.
Njegova dela so znana po njegovem odstopanju od renesančne mirnosti njegovega vzornika Dürerja, po divji in fantastični moči, ki jo kažejo nekatere od njih in po izstopajočih temah. V slikarstvu njegova slika Eva, kača in smrt (Narodna galerija v Kanadi) kaže surovo moč. Posebna sila se kaže na plošči iz leta 1517 – Deklica in smrt (Basel), na sliki Vreme čarovnic (Frankfurt), na veličastnih ploščah Adam in Eva (Madrid) in na njegovih veliko močnejših portretih. Baldungova najvztrajnejša prizadevanja so vidna na oltarni sliki v Freiburgu, Kronanje Marije in dvanajst apostolov, Oznanjenje, Obiskanje, Rojstvo in Beg v Egipt in Križanje s portreti donatorjev, na katerih se čuti ta moč, ki je morda vplivala, da jo je Martin Schongauer zapustil švabski šoli.
Kot portretist je bil zelo znan. Naslikal je Karla V.,  Maksimilijana I.  Njegov doprsni kip grofa Filipa v galeriji v Münchnu dokazuje, da je bil povezan z vladajočo družino Baden že leta 1514. Pozneje so mu pozirali mejni grof Krištof Badenski, žena Otilija in vsi njegovi otroci. Slika je še vedno v galeriji v Karlsruheju. Kot Dürer in Cranach je tudi Baldung podprl protestantsko reformacijo. Leta 1518 je bil na srečanju v parlamentu v Augsburgu. Eden njegovih lesorezov predstavlja Lutra v lažni svetniški podobi, ki ga varuje (ali navdihuje) sveti Duh, ki lebdi nad njim v obliki goloba.

## Izbrana dela
- Dve oltarni krili (Karel Veliki, sveti Jurij), Augsburg, Mestna galerija
- Rojstvo Kristusa, Basel, Kunstmuseum Basel, 1510
- Križanje Kristusa, Basel, Kunstmuseum Basel,  1512
- Smrt in dekle, Basel, Kunstmuseum Basel, 1517
- Križanje Kristusa, Berlin, Gemäldegalerie, 1512
- Obžalovanje Kristusa, Berlin, Gemäldegalerie, 1516
- Piram in Tizba, Berlin, Gemäldegalerie, okoli 1530
- Maša svetega Gregorja, Cleveland, Umetnostni muzej, 1511
- Kristus vrtnar, Darmstadt, Hessen State Museum, 1539
- Poklon Treh kraljev, Dessau, Anhalt Art Gallery, 1510
- Adam in Eva, Firence, Galerija Uffizi
- Krst Kristusa, Muzej Städel, Frankfurt ob Majni, 1518
- Portret mladeniča, Hampton Court, Royal Collection  1509
- Neverjeten par, Liverpool, Walker Art Gallery, 1527
- Portret moža, London, National Gallery, 1514
- Tri obdobja človeka in smrt, Muzej Prado, Madrid
- Sveta Trojica, London, National Gallery, 1512
- Venera s Kupidom, Otterlo, Rijksmuseum Kröller-Müller, 1525
- Filis in Aristotel, Pariz, Louvre, 1503
- Merkur kot božji planet, Narodni muzej Stockholm, 1530–1540
- Počitek in beg v Egipt, Dunaj, Likovna galerija Akademije za upodabljajočo umetnost, 1513

- Izbrana dela
- Marija kot kraljica nebes z Jezusom v naročju
- Mater Dolorosa
- Spokojnost pri begu svete družine v Egipt
- Kristusovo rojstvo
- Venera in Amor
- Adam
- Eva
- Tri gracije
- Lukrecija, gvaš
- Janez s Patmosa, 1510, olje na lipov les, 48 x 32,5 cm Muzej zgodovine umetnosti, Dunaj
- Obglavljenje svete Doroteje, 1516